# Correzzola
Correzzola ist eine nordostitalienische Gemeinde (comune) mit 5160 Einwohnern (Stand 31. Dezember 2023) in der Provinz Padua in Venetien. Die Gemeinde liegt etwa 24,5 Kilometer südöstlich von Padua und grenzt unmittelbar an die Provinz Venedig. Durch die Gemeinde zieht sich der Canale Pontelongo, der in die Lagune von Venedig mündet.

## Verkehr
Durch die Gemeinde führt die Strada Statale 516 Piovese von Padua nach Codevigo.